# Jamal Crawford
Aaron Jamal Crawford (* 20. März 1980 in Seattle, Washington) ist ein ehemaliger US-amerikanischer Basketballspieler. Er spielte von 2000 bis 2020 in der National Basketball Association (NBA).
In den Jahren 2010, 2014 und 2016 gewann Crawford jeweils den NBA Sixth Man of the Year Award als bester Einwechselspieler der Saison. Er hält damit zusammen mit Lou Williams den Rekord für die meisten Auszeichnungen dieser Art.

## NCAA
Crawford spielte in der Saison 1999/2000 für die Hochschulmannschaft der University of Michigan. Aufgrund einer Sperre durch die NCAA verpasste er zwölf Saisonspiele. Mit 16,6 Punkten je Begegnung erzielte er den Mannschaftshöchstwert und wechselte 2000 ins Profigeschäft.

## NBA

### Chicago Bulls (2000–2004)
Crawford wurde in der NBA-Draft 2000 an 8. Stelle von den Cleveland Cavaliers ausgewählt, jedoch kurz darauf für die Rechte an Chris Mihm zu den Chicago Bulls transferiert. In Chicago traf Crawford auf ein sehr junges Team, das sich nach dem Rücktritt von Michael Jordan im Jahr zuvor im Neuaufbau befand.
In seinem ersten Jahr in der NBA wurde Crawford in 61 Spielen eingesetzt und hatte Probleme, sich auf die neue Situation einzustellen. Sowohl seine Punkteausbeute als auch seine Trefferquote aus dem Feld waren schlechter als erwartet und in der folgenden Saison musste er die ersten zwei Drittel der Saison wegen einer Verletzung seines linken Knies aussetzen.
Erst ab seiner dritten Saison in der NBA konnte er seinen Punkteschnitt über 10 Punkte pro Spiel bringen und wurde in der zweiten Hälfte der Saison immer besser. Er erzielte in zwei Spielen mehr als 30 Punkte und in 11 Spielen über 20 Punkte, wofür er mit einem Platz in der Startaufstellung belohnt wurde.
In der Saison 2003/04 schaffte er erneut eine Steigerung: 17,3 Punkte, 5,1 Assists und 1,4 Steals pro Spiel. Er wurde der dritte Spieler in der Geschichte der Chicago Bulls, dem in einem Spiel 50 Punkte gelangen. Die anderen beiden Spieler waren Michael Jordan und Chet Walker.

### New York Knicks (2004–2008)
Crawford wurde im Sommer 2004 mit Jerome Williams im Austausch für Dikembe Mutombo, Othella Harrington, Frank Williams und Cezary Trybanski von den Bulls zu den New York Knicks transferiert, wobei Mutombo von den Bulls direkt nach Houston abgegeben wurde und Trybanski nie im Trikot der Bulls auflief.

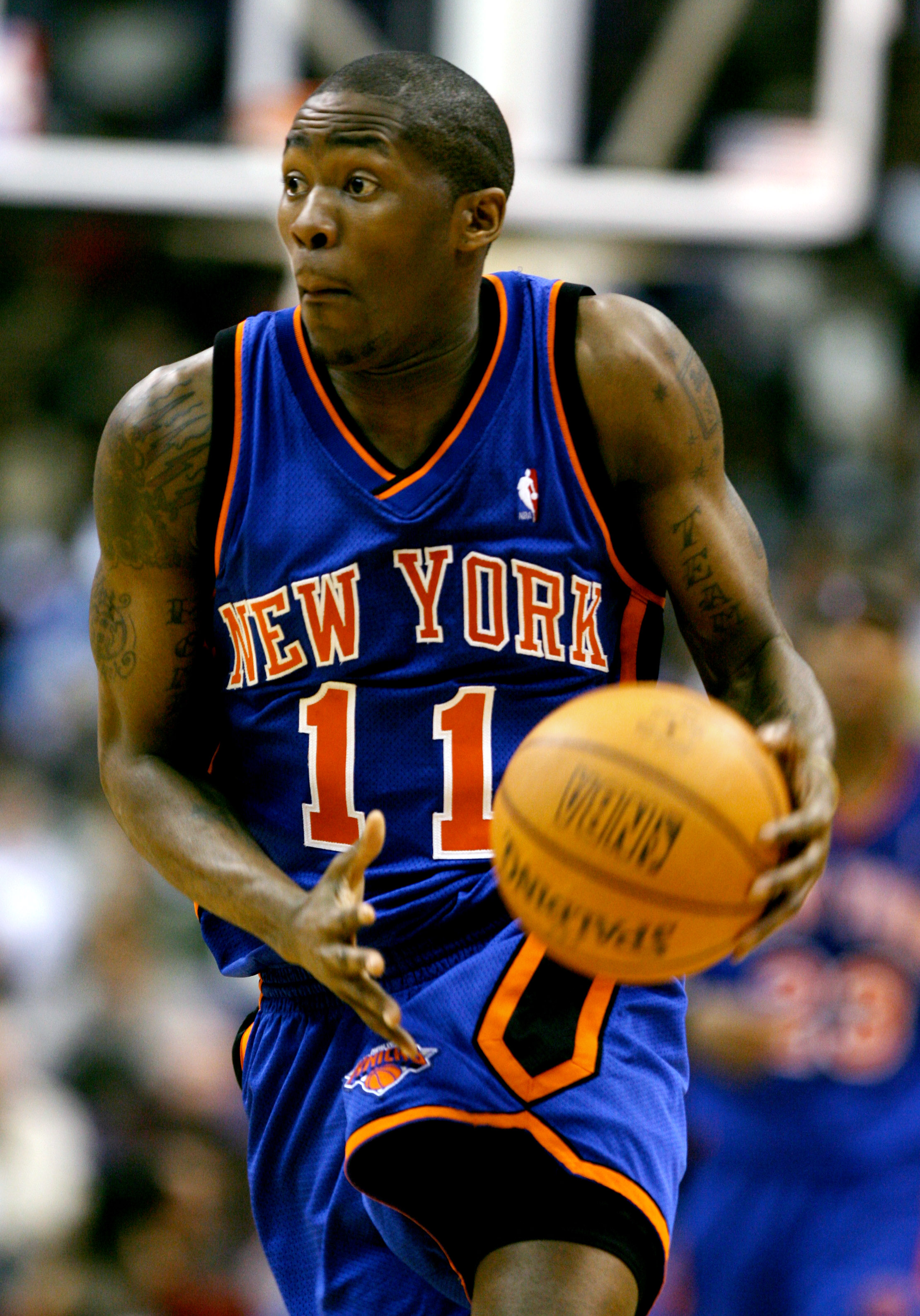
Crawford im Trikot der Knicks

In New York war es ein Auf und Ab für Crawford. Nach der ersten Saison musste er seinen Platz in der Startaufstellung abgeben, schaffte es aber über die vier Jahre hinweg, ihn sich zurückzuergattern.
In seiner dritten Saison mit den Knicks erzielte er seine Karrierebestleistung von 52 Punkten in einem Spiel gegen die Miami Heat, wobei er 16 aufeinanderfolgende Würfe traf.
Seine vierte Saison bei den Knicks, 2007/08, war statistisch gesehen seine beste: 20,6 Punkte und 5 Assists pro Spiel. Obwohl er in allen 80 Spielen, an denen er in dieser Saison teilnahm, in der Startaufstellung stand und Karrierebestleistungen aufstellte, entschieden sich die Knicks dafür, Crawford nach elf Spielen in der Saison 2008/09 zu transferieren.

### Golden State Warriors (2008–2009)
Für die Golden State Warriors stand Crawford in 54 Spielen in der Anfangsaufstellung und erzielte einer Partie 50 Punkte. Damit wurde er der vierte Spieler in der Geschichte der NBA, der für drei oder mehr Mannschaften mindestens 50 Punkte erzielte. Doch auch bei den Warriors reichte es nicht für eine Playoff-Teilnahme.

### Atlanta Hawks (2009–2011)
Noch bevor die Saison 2009/10 begonnen hatte, wurde Crawford im Austausch für Acie Law und Speedy Claxton an die Atlanta Hawks abgegeben. Er unterzeichnete einen Zweijahresvertrag im Wert von insgesamt fast 20 Millionen US-Dollar. Crawford sollte für die Hawks die Rolle des Sixth Man einnehmen und tat dies auch in überzeugender Manier. Seine 18 Punkte pro Spiel von der Bank kommend waren nicht nur die meisten Punkte, die ein Einwechselspieler in dieser Saison für sich verbuchte, sondern verhalfen Atlanta auch in die Play-offs und Crawford zusätzlich noch zur Auszeichnung als NBA Sixth Man of the Year; seine erste von insgesamt drei dieser Art.
Während der Saison erzielte Crawford auch den 10.000 Punkt und den 2.500 Assist seiner NBA-Karriere. In seinen ersten Play-offs schafften es die Hawks, sich in der ersten Runde nach sieben Spielen gegen die Milwaukee Bucks durchzusetzen, mussten sich jedoch bereits in der zweiten Runde den Orlando Magic nach vier Spielen geschlagen geben.

### Portland Trail Blazers (2011–2012)
Im Dezember 2011 unterschrieb Crawford einen Zweijahresvertrag bei den Portland Trail Blazers. In Portland sollte er den aufgrund von Verletzungen zurückgetretenen Brandon Roy ersetzen. Crawford wurde den Erwartungen jedoch nicht gerecht. Trotz 13,9 Punkten pro Spiel erzielte er mit 30,8 % die schlechteste Dreierquote in seiner Karriere und seine Feldwurfquote von 38,4 % war die niedrigste seit seiner Rookie-Saison.
Nachdem die Trail Blazers die Playoffs verpassten, entschied sich Crawford, von seiner vertraglich vereinbarten Option Gebrauch zu machen und Portland nach einem Jahr zu verlassen.

### Los Angeles Clippers (2012–2017)
Zur Saison 2012/13 entschloss sich Crawford, für die Los Angeles Clippers aufzulaufen und unterschrieb dort einen Dreijahresvertrag über 15,7 Millionen Dollar.

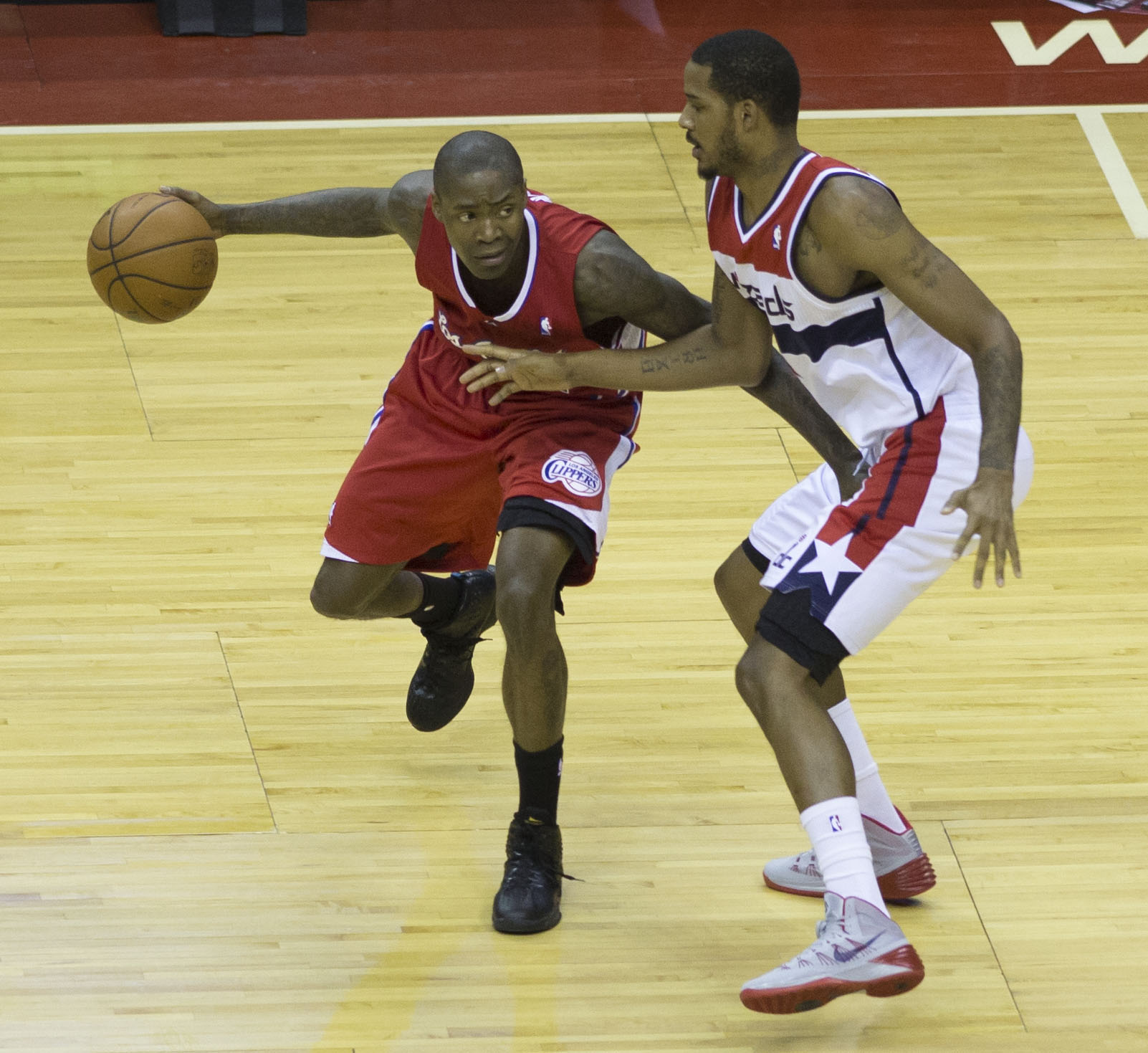
Crawford im Trikot der Clippers

In der Saison 2013/14 gewann Crawford seinen zweiten NBA Sixth Man of the Year Award. Von der Bank kommend erzielte er 18,6 Punkte pro Spiel für die Clippers. Am 2. Dezember 2014 erzielte Crawford beim Sieg über die Minnesota Timberwolves sein 42. 4-Punkt-Spiel in seiner Karriere, damit wurde er alleiniger NBA-Rekordhalter.
Crawford gewann 2016 als erster Spieler überhaupt in der Geschichte der NBA zum dritten Mal den Sixth Man of the Year Award. Er war zudem der älteste Gewinner dieser Auszeichnung. Von der Bank kommend erzielte Crawford 14,2 Punkte je Begegnung.
Im Rahmen eines Spielertauschs, die Clippers, die Denver Nuggets und die Atlanta Hawks umfasste, wurde Crawford gemeinsam mit Diamond Stone und einem Erstrunden-Pick zu den Hawks geschickt. Im Gegenzug erhielten die Clippers Danilo Gallinari von den Nuggets, welche wiederum einen Zweitrunden-Pick aus Atlanta bekamen. Nach dem Tauschgeschäft gab Crawford jedoch an, dass er nicht für die Hawks auflaufen möchte. Folglich wurde er aus seinem bestehenden Vertrag herausgekauft.

### Minnesota Timberwolves und Phoenix Suns (2017–2019)
Als Free Agent schloss sich Crawford den Minnesota Timberwolves an, bei denen er einen Zweijahresvertrag über 8,9 Millionen US-Dollar unterschrieb. Er wurde nach Saisonende mit dem Twyman-Stokes Teammate of the Year Award ausgezeichnet.
Während der Spielzeit 2018/19 stand Crawford bei den Phoenix Suns unter Vertrag. Bei den Suns gelangen ihm am 9. April 2019 eine geschichtsträchtige Leistung, als er im Alter von 39 Jahren 51 Punkte gegen die Dallas Mavericks erzielte und damit Michael Jordan als bisher ältesten Spieler ablöste, der in einem NBA-Spiel 50 Punkte und mehr erzielte. Zudem war er erst der zweite Einwechselspieler nach Nick Anderson (1993), dem mehr als 50 Punkte in einem NBA-Spiel gelangen.

### Brooklyn Nets (2020)
Im Zuge der COVID-19-Pandemie wurde die NBA-Saison 2020 in Orlando fortgesetzt. Die Nets verpflichteten Crawford für diesen Zeitraum mit Playoffs. Crawford debütierte daraufhin in einem Hauptrundenspiel, in dem ihm 5 Punkte und 3 Assists in 5 Einsatzminuten für die Nets gelangen. Er wurde mit diesem Einsatz der achte NBA-Spieler in der NBA-Geschichte, der 20 NBA-Spielzeiten bestritten hat.
Im März 2022 gab Crawford rund zwei Jahre nach seinem letzten NBA-Einsatz das Ende seiner Leistungsbasketballlaufbahn bekannt.